# Arrigo Petacco
Arrigo Petacco (né à Castelnuovo Magra le 7 août 1929 et mort à Porto Venere le 3 avril 2018) est un écrivain, un journaliste et un historien italien.
Il a été envoyé spécial, directeur de La Nazione de Florence et du mensuel Storia Illustrata et auteur de programmes télévisés.

## Biographie
Arrigo Petacco a commencé sa carrière de journaliste au Il lavoro de Gênes dirigé par Sandro Pertini. Écrivain prolifique d’œuvres historiques, il a réalisé les scénarios de nombreux films et réalisé de nombreux programmes télévisés en particulier pour la Rai. Au cours de son activité de journaliste, il a interrogé plusieurs protagonistes de la Seconde Guerre mondiale.
En 1983, il a remporté le prix Saint-Vincent du journalisme grâce à ses enquêtes pour la télévision et en 2006 le prix Capo d'Orlando du journalisme.

## Publications
- La morte cammina con la sposa. (Collection : I romanzi della notte). Rome, Boselli, 1958.
- L'anarchico che venne dall'America. Storia di Gaetano Bresci e del complotto per uccidere Umberto I. Milan, Mondadori, 1969.
- La seconda guerra mondiale. 9 volumi. Rome, Armando Curcio Editore, 1970.
- Joe Petrosino. Milan, Mondadori, 1972.
- Dal Gran Consiglio al Gran Sasso: una storia da rifare. Milan, Rizzoli, 1973 (co auteur Sergio Zavoli).
- Il prefetto di ferro. L'uomo di Mussolini che mise in ginocchio la mafia. Milan, Mondadori, 1975.
- Le battaglie navali del Mediterraneo nella Seconda guerra mondiale Milan, Mondadori, 1976.
- Riservato per il Duce. Milan, Mondadori 1979.
- Storia del Fascismo. 6 volumi. Rome, Armando Curcio Editore, 1981.
- Pavolini: l'ultima raffica di Salò. Milan, Mondadori, 1982.
- I grandi enigmi della storia. (6 voll.) Novare, DeAgostini, 1984.
- Come eravamo negli anni di guerra? (1940-1945). Novare, DeAgostini, 1984.
- Dear Benito, Caro Winston. Milan, Mondadori, 1985.
- I ragazzi del '44. Milan, Mondadori, 1987.
- Storia bugiarda. Bari, Laterza, 1989.
- W Gesu W Maria W l'Italia - Ugo Bassi, il cappellano di Garibaldi. Rome, Nuove edizioni del gallo, 1990.
- 1940: giorno per giorno attraverso i bollettini del Comando supremo. Milan, Leonardo, 1990.  (ISBN 88-355-0064-8).
- 1941: giorno per giorno attraverso i bollettini del Comando supremo. Milan, Leonardo, 1990.  (ISBN 88-355-0096-6).
- 1942: giorno per giorno attraverso i bollettini del Comando supremo. Milan, Leonardo, 1991.  (ISBN 88-355-0140-7).
- 1943: giorno per giorno attraverso i bollettini del Comando supremo. Milan, Leonardo, 1993.  (ISBN 88-355-0237-3)
- La regina del Sud. Milan, Mondadori, 1992.
- La principessa del nord. La misteriosa vita della dama del Risorgimento: Cristina di Belgioioso. Milan, Mondadori, 1993.
- La signora della Vandea. Un'italiana alla conquista del trono di Francia. Milan, Modadori, 1994.
- Le battaglie navali del Mediterraneo nella seconda guerra mondiale. Milan, Mondadori, 1995.
- La nostra guerra 1940-1945. L'avventura bellica tra bugie e verità. Milan, Mondadori, 1995.
- Il comunista in camicia nera: Nicola Bombacci, tra Lenin e Mussolini. Milan, Mondadori, 1996.
- Regina. La vita e i segreti di Maria José. Milan, Mondadori, 1997.
- L'archivio segreto di Mussolini. Milan, Mondadori, 1997
- L'armata scomparsa: l'avventura degli italiani in Russia. Milan, Mondadori, 1998.
- Il superfascista. Vita e morte di Alessandro Pavolini. Milan, Mondadori, 1998.
- L'esodo: la tragedia negata degli italiani d'Istria, Dalmazia e Venezia Giulia. Milan, Mondadori, 1999.
- L'anarchico che venne dall'America. (nuova edizione), Milan, Mondadori, 2000.
- L'Amante dell'imperatore. Milan, Mondadori, 2000
- Joe Petrosino. Milan, Mondadori, 2001.
- L'armata nel deserto. Milan, Modadori, 2001
- Ammazzate quel fascista! Vita intrepida di Ettore Muti. Milan, Mondadori, 2002.
- Faccetta nera: storia della conquista dell'impero. Milan, Mondadori, 2003.
- Il Cristo dell'Amiata. Milan, Mondadori, 2003.
- L'uomo della provvidenza. Milan, Mondadori, 2004.
- La croce e la mezzaluna : Lepanto 7 ottobre 1571 . Milan, Mondadori, 2005.
- Viva la muerte! : mito e realta della guerra civile spagnola, 1936-39. Milan, Mondadori, 2006.
- L'ultima crociata : quando gli ottomani arrivarono alle porte dell'Europa. Milan, Mondadori, 2007.
- La scelta: l'invenzione della Repubblica Italiana. Rome, Armando Curcio, 2008.
- La strana guerra : 1939-1940 : quando Hitler e Stalin erano alleati e Mussolini stava a guardare. Milan, Mondadori, 2008.
- Il regno del Nord : 1859 : il sogno di Cavour infranto da Garibaldi. Milan, Mondadori, 2009.
- La Resistenza tricolore. Milan, Mondadori, 2010 (co auteur Giancarlo Mazzuca).
- O Roma o morte!. Milan, Mondadori, 2010.
- La Spezia nel Risorgimento, La Spezia, Fondazione Eventi, 2011.
- Quelli che dissero no. 8 settembre 1943. La scelta degli italiani nei campi di prigionia inglesi e americani, Mondadori, Milan, 2011.  (ISBN 978-88-04-61293-3).
- Eva e Claretta. Le amanti del diavolo, Milan, Mondadori, 2012.  (ISBN 978-88-04-62246-8).
- A Mosca, solo andata. La tragica avventura dei comunisti italiani in Russia, Milan, Mondadori, 2013.  (ISBN 978-88-04-63093-7).
- La storia ci ha mentito. Dai misteri della borsa scomparsa di Mussolini alle «armi segrete» di Hitler, le grandi menzogne del Novecento, Milan, Mondadori, 2014.  (ISBN 978-88-04-63982-4).
- Nazisti in fuga. Intrighi spionistici, tesori nascosti, vendette e tradimenti all'ombra dell'Olocausto, Milan, Mondadori, 2014.  (ISBN 978-88-04-64653-2).
- Come eravamo negli anni di guerra. La vita quotidiana degli italiani tra il 1940 e il 1945, en collaboration avec Marco Ferrari, Novara, UTET, 2015.  (ISBN 978-88-511-3491-4).
- A. Petacco-Marco Ferrari, Ho sparato a Garibaldi. La storia inedita di Luigi Ferrari, il feritore dell'eroe dei due mondi, Collezione Le Scie, Milan, Mondadori, 2016,  (ISBN 978-88-04-65995-2).
- La nostra guerra 1940-1945. L'Italia al fronte tra bugie e verità, Novare, UTET, 2016.  (ISBN 978-88-511-4065-6).
- La guerra dei mille anni. Dieci secoli di conflitto fra Oriente e Occidente, Novare, UTET, 2017,  (ISBN 978-88-51-14455-5).
- A. Petacco en collaboration avec Marco Ferrari, Caporetto. 24 ottobre-12 novembre 1917: storia della più grande disfatta dell'esercito italiano, Collezione Le Scie.Nuova serie, Milan, Mondadori, 2017,  (ISBN 978-88-046-7912-7).

## Distinctions
- Commandeur de l'ordre du Mérite de la République italienne‎ en 1986[4].